# Fox Entertainment Group
Fox Entertainment Group – amerykańska spółka, właściciel studiów filmowych produkujących filmy oraz stacji telewizyjnych. Jest w całości własności kontrolowana przez amerykański konglomerat mediowy 21st Century Fox.

## Jednostki zależne

### Studia filmowe
- Fox Studios
  - Fox Studios Australia
  - Baja
  - Los Angeles
- 20th Century Fox Film Corporation
  - 20th Century Fox
  - Fox 2000 Pictures
  - Fox Searchlight Pictures
  - Fox Atomic
  - Fox Faith
  - 20th Century Fox Television
  - 20th Century Fox Español
  - 20th Century Fox International
  - 20th Century Fox Home Entertainment

### Stacje telewizyjne
- Fox Television Stations

### Sieci telewizyjne
- Fox Broadcasting Company
- Fox Sports Australia
- Foxtel
- MyNetworkTV

### Stacje telewizyjne
- Fox Sports Net (50% należy do Cablevision)
- Fox Movie Channel
- Fox News Channel
- Fox Reality
- Fuel TV
- Jetix (nadawany tylko w Rosji i Hiszpanii)
- FX
- National Geographic Channel (razem z National Geographic Society)
- SPEED Channel
- Fox Latin American Channel
- Big Ten Network (właściciel mniejszościowy)
- Disney XD (razem z The Walt Disney Company)
- Jetix Play (nadawany tylko w Rosji i Hiszpanii)